# Morti nel 1968/Luglio
| Questa pagina contiene informazioni ricavate automaticamente dalle voci biografiche con l'ausilio del template Bio e di un bot. L'aggiornamento è periodico e automatico e ricostruisce completamente la pagina. Se manca una persona in questa lista, sei pregato di non aggiungerla, ma accertati piuttosto che la sua voce biografica contenga il template Bio e che i dati anagrafici siano correttamente compilati. Se il template Bio manca, inseriscilo tu stesso o, in alternativa, metti l'avviso {{tmp\|Bio}} che ne segnala la mancanza. Se i dati riportati sono sbagliati, correggi direttamente la voce biografica; le modifiche saranno visibili in questa lista entro pochi giorni. Per chiarimenti vedi il progetto biografie. La lista contiene solo le 91 persone che sono citate nell'enciclopedia e per le quali è stato implementato correttamente il template Bio. Pagina aggiornata al 3 mar 2024. |

- 1º luglio - Fritz Bauer, giurista tedesco (n. 1903)
- 1º luglio - Billy Blyth, calciatore scozzese (n. 1895)
- 1º luglio - Edwin Boring, psicologo statunitense (n. 1886)
- 1º luglio - Otto Reinwald, attore tedesco (n. 1899)
- 1º luglio - Rudolf Toussaint, generale tedesco (n. 1891)
- 1º luglio - Virginia Weidler, attrice statunitense (n. 1927)
- 2 luglio - Francis John Brennan, cardinale statunitense (n. 1894)
- 2 luglio - Hans Heysen, pittore australiano (n. 1877)
- 4 luglio - Reginald Percy Mills, aviatore inglese (n. 1885)
- 5 luglio - Giovanni Vincenzo Cima, giornalista italiano (n. 1893)
- 5 luglio - Edward Kirby, mezzofondista statunitense (n. 1901)
- 5 luglio - Enrique Pla y Deniel, cardinale e arcivescovo cattolico spagnolo (n. 1876)
- 5 luglio - Hermann-Bernhard Ramcke, generale tedesco (n. 1889)
- 6 luglio - Johnny Indrisano, pugile e stuntman statunitense (n. 1906)
- 6 luglio - Nikita Kurichin, regista sovietico (n. 1922)
- 6 luglio - Herman Nyberg, velista svedese (n. 1880)
- 6 luglio - Edward Larocque Tinker, scrittore statunitense (n. 1881)
- 6 luglio - Luigi Ziroli, calciatore italiano (n. 1903)
- 7 luglio - Ugo Frigerio, marciatore italiano (n. 1901)
- 7 luglio - Bumpy Johnson, mafioso statunitense (n. 1905)
- 7 luglio - Jo Schlesser, pilota automobilistico francese (n. 1928)
- 7 luglio - Ferdinando Targetti, politico italiano (n. 1882)
- 7 luglio - Gustaaf Van Slembrouck, ciclista su strada belga (n. 1902)
- 8 luglio - Ernesto Fassio, imprenditore e armatore italiano (n. 1893)
- 8 luglio - Frank Lackteen, attore statunitense (n. 1897)
- 8 luglio - Désiré Mérchez, nuotatore e pallanuotista francese (n. 1882)
- 8 luglio - Otto Niemand, ginnasta e multiplista statunitense (n. 1884)
- 9 luglio - Viktor Blinov, hockeista su ghiaccio sovietico (n. 1945)
- 9 luglio - Alexander Cadogan, politico britannico (n. 1884)
- 9 luglio - Alfredo Foglino, calciatore uruguaiano (n. 1892)
- 9 luglio - Bruno Nardi, filosofo italiano (n. 1884)
- 9 luglio - Giuseppe Pompilj, matematico e statistico italiano (n. 1913)
- 10 luglio - Wart Arslan, storico dell'arte italiano (n. 1899)
- 10 luglio - Vladimir Solov'ёv, attore sovietico (n. 1909)
- 10 luglio - Georgij Michajlovič Stabovoj, regista cinematografico ucraino (n. 1894)
- 12 luglio - Francesco Morano, cardinale, arcivescovo cattolico e inventore italiano (n. 1872)
- 12 luglio - Antonio Pietrangeli, regista, sceneggiatore e critico cinematografico italiano (n. 1919)
- 12 luglio - Ada Sari, soprano polacca (n. 1886)
- 13 luglio - Henry Noel Marryat Hardy, militare inglese (n. 1884)
- 13 luglio - William Jordan, canottiere statunitense (n. 1898)
- 13 luglio - Jess Lapid, attore e produttore cinematografico filippino (n. 1933)
- 13 luglio - Enea Zuffi, calciatore italiano (n. 1889)
- 13 luglio - Galvano della Volpe, nobile italiano (n. 1895)
- 14 luglio - Adolf Florensa i Ferrer, architetto spagnolo (n. 1889)
- 14 luglio - Konstantin Georgievič Paustovskij, scrittore sovietico (n. 1892)
- 14 luglio - Jean Pougnet, violinista britannico (n. 1907)
- 14 luglio - Ilias Tsirimokos, politico greco (n. 1907)
- 15 luglio - Cai Chusheng, regista cinese (n. 1906)
- 16 luglio - Enver Bongrani, fumettista italiano (n. 1914)
- 16 luglio - Leopold Fellerer, militare e aviatore austriaco (n. 1919)
- 16 luglio - Hu Xiansu, botanico cinese (n. 1894)
- 16 luglio - Ferenc Keserű, pallanuotista ungherese (n. 1903)
- 17 luglio - Sindo Garay, compositore, chitarrista e cantante cubano (n. 1867)
- 18 luglio - Corneille Jean François Heymans, medico e farmacologo belga (n. 1892)
- 18 luglio - Stefano Lanza Filingeri, nobile e politico italiano (n. 1895)
- 18 luglio - Vsevolode Nicouline, disegnatore, illustratore e pittore russo (n. 1890)
- 18 luglio - Manfred Toeppen, pallanuotista statunitense (n. 1887)
- 19 luglio - Pratap Singh Gaekwad, principe indiano (n. 1908)
- 19 luglio - Groff Conklin, critico letterario e curatore editoriale statunitense (n. 1904)
- 19 luglio - Jack Pierce, truccatore e attore statunitense (n. 1889)
- 20 luglio - Ruperto Banterle, scultore italiano (n. 1889)
- 20 luglio - Basilio Focaccia, ingegnere e politico italiano (n. 1889)
- 20 luglio - Joseph Keilberth, direttore d'orchestra tedesco (n. 1908)
- 20 luglio - Agnes Morgan, chimica statunitense (n. 1884)
- 20 luglio - Giuseppe Virgili, scultore e disegnatore italiano (n. 1894)
- 21 luglio - Jaime Cruells, pallanuotista spagnolo (n. 1906)
- 21 luglio - Robert Péguy, sceneggiatore e regista francese (n. 1883)
- 21 luglio - Ruth St. Denis, ballerina e coreografa statunitense (n. 1879)
- 22 luglio - Giovannino Guareschi, scrittore e giornalista italiano (n. 1908)
- 22 luglio - Les Kuplic, cestista statunitense (n. 1911)
- 22 luglio - Muthulakshmi Reddy, attivista indiana (n. 1886)
- 23 luglio - Luigi Cevenini, calciatore e allenatore di calcio italiano (n. 1895)
- 23 luglio - Henry Hallett Dale, neurologo britannico (n. 1875)
- 23 luglio - János Vörös, militare ungherese (n. 1891)
- 24 luglio - Friedrich-August Schack, generale tedesco (n. 1892)
- 24 luglio - Hans Welker, calciatore tedesco (n. 1907)
- 26 luglio - Francesco Pastura, critico musicale e compositore italiano (n. 1905)
- 26 luglio - Pierino Sodano, calciatore italiano (n. 1893)
- 27 luglio - Lilian Harvey, attrice e cantante britannica (n. 1906)
- 27 luglio - André Vercruysse, ciclista su strada belga (n. 1895)
- 28 luglio - Otto Hahn, chimico e fisico tedesco (n. 1879)
- 28 luglio - Ángel Herrera Oria, cardinale, vescovo cattolico e politico spagnolo (n. 1886)
- 30 luglio - Alexander Hall, regista, montatore e attore statunitense (n. 1894)
- 30 luglio - Johann Horvath, calciatore austriaco (n. 1903)
- 30 luglio - Jón Leifs, compositore, pianista e direttore d'orchestra islandese (n. 1899)
- 30 luglio - James McIlroy, esploratore, medico e militare britannico (n. 1879)
- 31 luglio - Manlio Dazzi, bibliotecario e poeta italiano (n. 1891)
- 31 luglio - Alceo Ercolani, politico e militare italiano (n. 1899)
- 31 luglio - Gerda Maurus, attrice austriaca (n. 1903)
- 31 luglio - Gertrude Short, attrice statunitense (n. 1902)
- 31 luglio - Carlos María Javier de la Torre, cardinale e arcivescovo cattolico ecuadoriano (n. 1873)